# 九郎助稲荷
九郎助稲荷（くろすけいなり）は、江戸時代に吉原遊廓の廓内にあった稲荷社。現在は吉原神社（東京都台東区千束三丁目）に縁結び、所願成就、五穀豊穣の神様として祀られている。
『柳花通誌』には、
と書かれている。鳥居に飾られた額は宝井其角の筆になるもので、「蒼稲魂」と書かれていた。

## 所在

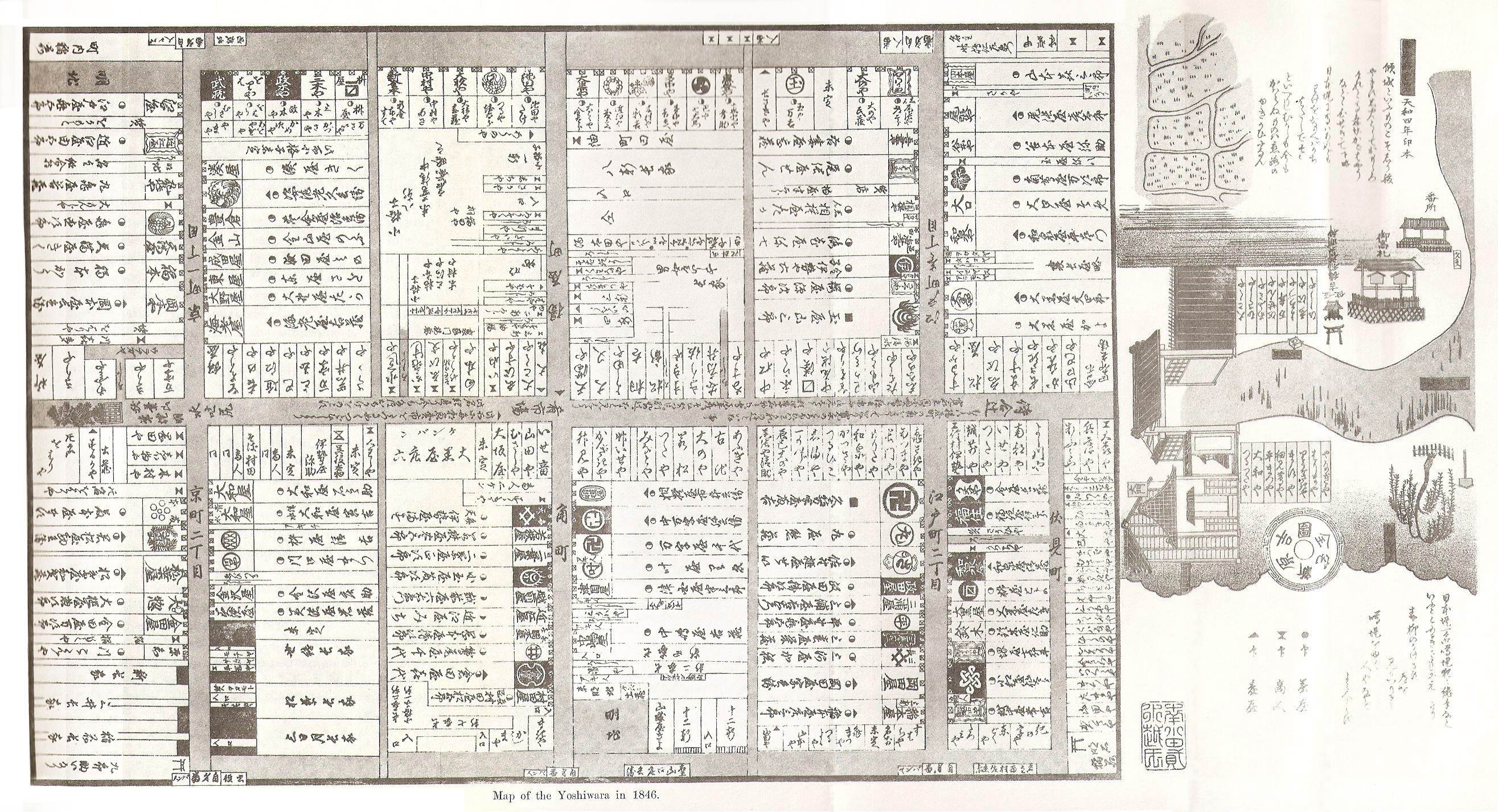
図の右側が入り口の大門で、九郎助稲荷があるのは図の左下隅。

この神社は、吉原の京町二丁目の隅、最下級の女郎がいる羅生門河岸の稲荷長屋の隣にあった。
廓内には九郎助稲荷に加えて、開運稲荷、榎本稲荷、明石稲荷の4社が四隅にあったが、九郎助稲荷が一番人気があった。
明治14年（1881年）に、他の3社や大門外高札場にあった稲荷社とともに合祀され吉原神社が生まれた。当初は大門外に社殿が建てられたが、関東大震災後に中の町通り突き当たりへ移転した。移転時期は、明治5年（1872年）、明治29年（1896年）など、諸説ある。

## 由来
昔、千葉九郎助という者が、天から降りたという狐を地内に祀り、それが「田の畔稲荷」と呼ばれてあがめられていたという。慶長年間の末ごろ、遊郭ができるとともに旧吉原に遷され、明暦年間に浅草に廓が移転するとともに、新吉原へと遷された。
『武江年表』万治元年（1658年）の記事には、今戸村百姓九郎吉という男が畑の中にあった稲荷社を吉原へ移したとある。
一方で、木村捨三が『江戸文学新誌』（林美一編）に載せた一文によると、伝えられる来歴は全て虚説と書かれている。その記事によると、元禄3年（1690年）刊の一枚刷り吉原細見『絵入 大画図』には、京町二丁目（新町）から京町河岸（新町河岸）に曲がる場所に、九郎介という局女郎5人の小さい娼家があったとされる。宝永4年（1707年）の『武江新吉原町図』には、同じ場所に稲荷社の鳥居と万屋市郎兵衛という商人の名が記され、同年に描かれた『ゆきのゑじこう』という吉原を舞台にした浮世草子の4巻に「新丁のいなりさまへ五しきのかねを揚て云々」と書かれており、これが九郎助稲荷の前身だという。ただし、この時点では「九郎介（九郎助）」という呼び名はまだ無く、享保元年（1716年。推定）の『吉原細見花車』に「九郎介いなり 別当善徳院」と書かれていたということである。

## 行事

### 午の日の縁日
毎月午の日は、九郎助稲荷の縁日とされ、小間物商人や植木屋たちが店を出してとても賑やかだったと伝わる。
2月の初午は特に賑わい、願い事をしようとする花魁たちが集まって、狭い境内が大混雑になった。

### 俄
8月1日から1ヵ月間、九郎助稲荷と秋葉権現で祭礼として「俄（にわか）」が行われた。俄は、即興で演じる滑稽な寸劇のことで、笛や鉦、太鼓のお囃子を引き連れて、吉原の芸者たちが通りを練り歩いた。
俄は、九郎助稲荷の祭礼に始まったという説もある。享保19年（1734年）8月朔日（1日）に、九郎助稲荷へ正一位の位階を乞い請けたことで大祭が行われ、そのときに余興として催された踊りが由来と伝えられている。ほかにも、安永から天明年間のころに、仲の町の桐屋伊兵衛という歌舞伎の真似事が好きな茶屋の主が、角町の妓楼中万字屋たちと相談して、俄狂言を作って仲の町を往還した。これが面白い、風流だと評判になり、引き続いて狂言の趣向をこらしたのが始まりともいう。

## 九郎助稲荷を題材にした川柳
- 神も仏も吉原は隅[15]
- 九郎介稲荷角みに目を持つ[15]
- 田の畔の時分はけちなほこら也[15]
- 九郎助と言名は付ず一廓[15]
- 九郎助を見限るやうな願ばかり[注釈 9][7]
- 九郎助へ礼参りする二十七[注釈 10][7][16]
- 九郎助へ御礼参りは素人なり[注釈 11][17]
- 黒助のわきで男に化けてゐる[注釈 12][18]。

廓外に出られない遊女たちは、何かあるとすぐに九郎助稲荷へ詣って願をかけたと言われる。以下の歌はその様子を詠んだもの。
- 九郎助の氏子やっぱり狐なり
- 化かせ化かせと九郎助の御神託
- 九郎助はいなり仲間の色男

吉原の入り口の大門には、廓内の防犯や警備を担当した四郎兵衛会所があった。
- 四郎九郎ハ門と五丁のまもり神[15]
- 神に九郎助関に四郎兵衛[15]